# Justino I
Flávio Justino (em latim: Flavius Justinus Augustus; c. 450 — 1 de agosto de 527), também conhecido por Justino, o Trácio (em latim: Iustinus Thrax, em grego clássico: Ἰουστῖνος ὁ Θρᾷξ),
foi um imperador romano do Oriente (r. 518–527). Originalmente um soldado do exército bizantino e, posteriormente, general e comandante da guarda palaciana em Constantinopla durante o reinado de Anastácio I Dicoro, foi elevado à dignidade imperial apesar de ser analfabeto e contar quase 70 anos.

## História
Militar de carreira com pouco conhecimento da arte de governar, Justino cercou-se de conselheiros confiáveis, inclusive seu sobrinho Flávio Pedro Sabácio, que adotou como filho, acrescentando-lhe o sobrenome Justiniano; mais tarde, este seria nomeado sucessor de Justino e reinaria com o nome de Justiniano I.
Sob os auspícios de Justino, o patriarca de Constantinopla João da Capadócia e o bispo de Roma Hormisda selaram a paz entre a Igreja Católica e a Igreja Ortodoxa, que já durava trinta e quatro anos, desde o cisma acaciano.
Seu reinado é significativo por haver fundado uma dinastia e leis que reduziram a influência da antiga nobreza bizantina.